# Universal Rating System
L'Universal Rating System (URS) est une méthode de classement des joueurs d'échecs conçu par Jeff Sonas, Mark Glickman, J. Isaac Miller et Maxime Rischard.
Ce système a été introduit pour la première fois en 2017, pour déterminer les appariements ainsi que les joueurs qualifiés au Grand Chess Tour.
La principale différence avec le classement Elo de la FIDE est la fusion des trois cadences de jeu (classique, rapide et blitz) en une unique liste de scores, tandis que la FIDE poursuit la publication mensuelle des trois différents classements Elo internationaux.

## Développement
Le premier classement fut publié en janvier 2017, à la suite de deux années de recherche.
Les classements mensuels à partir d'août 2016 ont été publiées rétroactivement. Le premier du classement a toujours été jusqu'à présent Magnus Carlsen, avec Hikaru Nakamura occupant la deuxième position.